# Dziuks Küche
Dziuks Küche ist eine Rockband aus Berlin, die Ende 1995 gegründet wurde. 

## Auszeichnungen
Im Jahr 2009 erhielt die Band den Deutschen Liederpreis für das Stück Ein Regenlied. Dieser wird jährlich von der Liederbestenliste mit Unterstützung der Musikzeitschrift Folker! vergeben. Der Mitschnitt des Preisträgerkonzerts auf dem Theaterkahn Dresden wurde später im Jahr beim BR, auf MDR Figaro, im Südwestrundfunk und auf Deutschlandradio Kultur gesendet.

## Diskografie
Studioalben
- 1999: Vom Tisch, Boulevard Records
- 2001: Hauptsache Wind, Ulftone Music
- 2003: Du ziehst kein’ Hering mehr vom Teller, Ulftone Music
- 2005: Gebet & Revolver, Buschfunk
- 2008: Freche Tattoos auf blutjungen Bankiers, Buschfunk

Das Album Freche Tattoos auf blutjungen Bankiers wird in der Bestenliste 1-2009 des Preises der deutschen Schallplattenkritik geführt.
Live
- 2007: Dziuks Küche – Live im Quasimodo, Ulftone Music